# Анжо
Анжо (фр. Angeot) је насељено место у Француској у региону Франш-Конте, у департману Територија Белфор.
По подацима из 2011. године у општини је живело 323 становника, а густина насељености је износила 49,24 становника/km².

## Демографија
| 1962. | 1968. | 1975. | 1982. | 1990. | 2011. |
| ----- | ----- | ----- | ----- | ----- | ----- |
| 192   | 181   | 168   | 208   | 243   | 323   |